# Омана гравця
Омана гравця (англ. gambler's fallacy), також відома як омана Монте-Карло (бо найвідоміший випадок стався в Казино Монте-Карло в 1913), і також згадується як омана зрілості шансів (англ. fallacy of the maturity of chances) — це віра в те, що якщо в повторюваних незалежних випробовуваннях випадкового процесу спостерігалось відхилення від очікуваної поведінки, тоді майбутні відхилення в протилежному напрямку ймовірніші.

## Приклад: підкидання монети

Симуляція підкидань монети: Кожного разу, підкидають монета, яка з одного боку червона, а з другого боку синя. Вислід кожного підкидання додається як кольорова точка у відповідний стовпчик. Як показує колова діаграма, пропорція червоного щодо синього наближається до 50-50 (закон великих чисел). Але різниця між червоними і синіми точками не зменшується до нуля систематично.

Оману гравця можна показати на прикладі повторюваних підкидань монети правильної форми. З такою монетою, висліди різних підкидань незалежні й імовірість отримати аверс на одне підкидання становить 1⁄2 (один з двох). З цього випливає, що ймовірність отримати два аверси в двох підкиданнях становить 1⁄4 (один з чотирьох) і ймовірність отримання трьох аверсів у трьох підкиданнях становить 1⁄8 (один з восьми). Загалом, якщо ми покладемо Ai за подію, що при підкиданні i правильних монет всі вони впадуть аверсами до гори, тоді ми маємо,
{\displaystyle \Pr \left(\bigcap _{i=1}^{n}A_{i}\right)=\prod _{i=1}^{n}\Pr(A_{i})={1 \over 2^{n}}}.
Тепер уявімо, що ми щойно отримали чотири послідовні аверси поспіль, отже якщо п'ята монета випаде аверсом догори, то ми закінчили цикл з п'яти аверсів. Гравець може сподіватись, що швидше випаде реверс ніж аверс. Однак, це не так, імовірність такого циклу становить 1⁄32 (один з тридцяти двох), помилка полягає в тому, що подія випадання 5 аверсів поспіль рівноймовірна з подією випадання 4 аверсів і 1 реверса, кожна з яких має ймовірність 1⁄32. Тобто по випадання 4 аверсів імовірність випадання 5 становить,
{\displaystyle \Pr \left(A_{5}|A_{1}\cap A_{2}\cap A_{3}\cap A_{4}\right)=\Pr \left(A_{5}\right)={\frac {1}{2}}}.
Хоча ймовірність п'яти аверсів поспіль становить 1⁄32 = 0.03125, це ймовірність до першого підкидання. Після перших чотирьох підкидань їх висліди вже відомі, отже їх імовірності є 1. Твердження, що імовірність реверса в наступному підкиданні вища через попередні аверси, тобто успіхи в минулому якось впливають на шанси в майбутньому і є оманою.

## Пояснення чому ймовірність для правильної монети становить 1/2
З попереднього видно що, якщо ми підкинемо монетку 21 раз, тоді ймовірність 21 аверса становить 1 з 2,097,152. Однак імовірність отримання аверса після 20 попередніх аверсів один за одним є 1⁄2. Це є застосуванням теореми Байєса.
Розглянемо такі дві ймовірності, вважаємо, що в нас правильна монета:
- ймовірність 20 аверсів і наступного реверсу = 0.520 × 0.5 = 0.521
- ймовірність 20 аверсів і наступного аверсу = 0.520 × 0.5 = 0.521

Тобто обидві ці ймовірності дорівнюють 1 з 2,097,152. Тоді, це рівноймовірно викинути 21 аверс поспіль і 20 аверсів поспіль із наступним 1 реверсом. Далі, ці можливості мають таку саму ймовірність як і будь-який інший набір вислідів (всього таких 2,097,152); всі такі комбінації мають ймовірності рівні 0.521 або 1 з 2,097,152. З цього видно, що немає причин для припущення, що удача зміниться залежно від попередніх спроб. Отже, як і каже теорема Байєса, вислід кожної спроби зводиться до базової ймовірності для правильної монети: 1⁄2.